# Werner Graeff

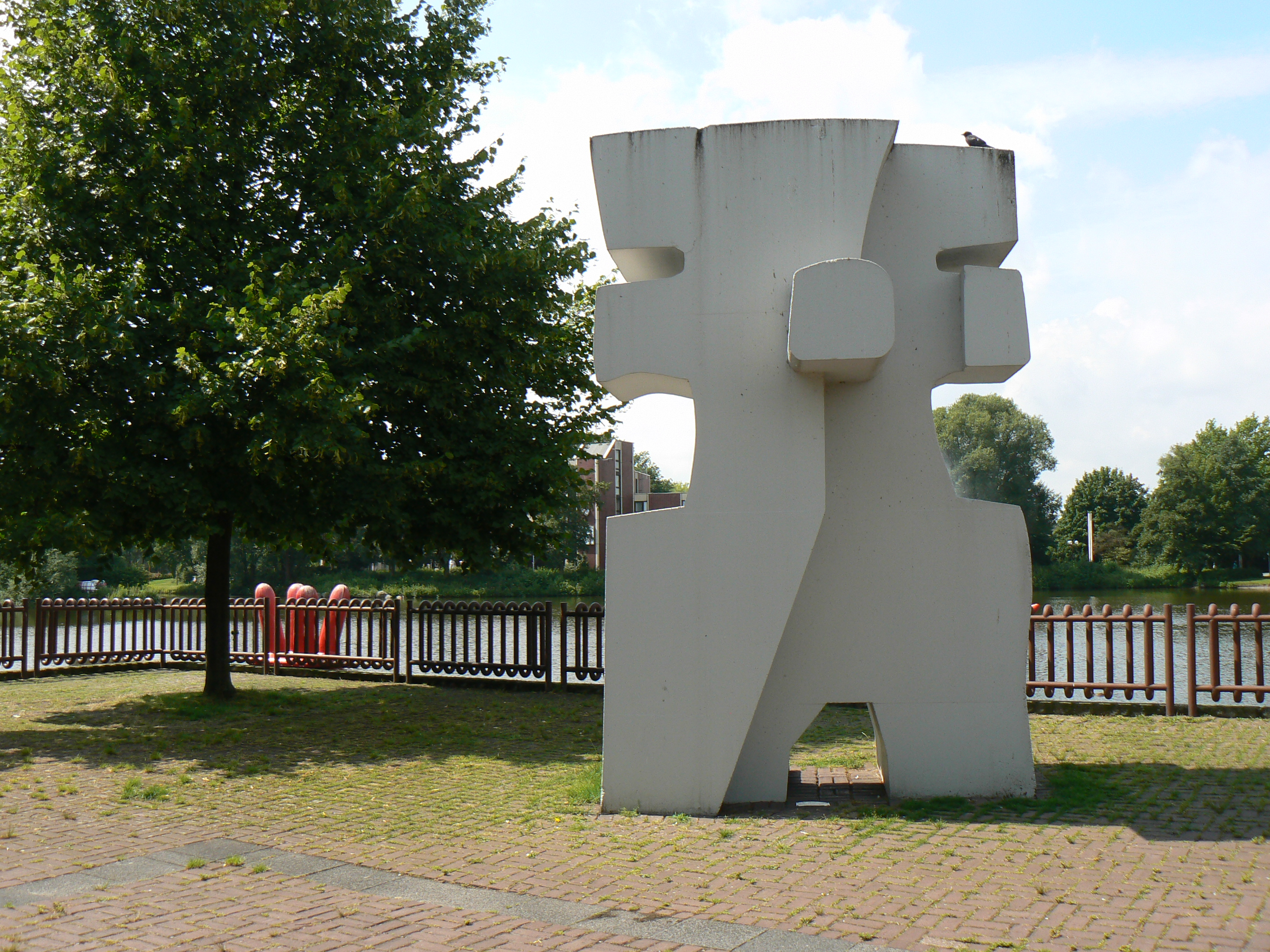
Marlsku. 1970-1972. Marl.

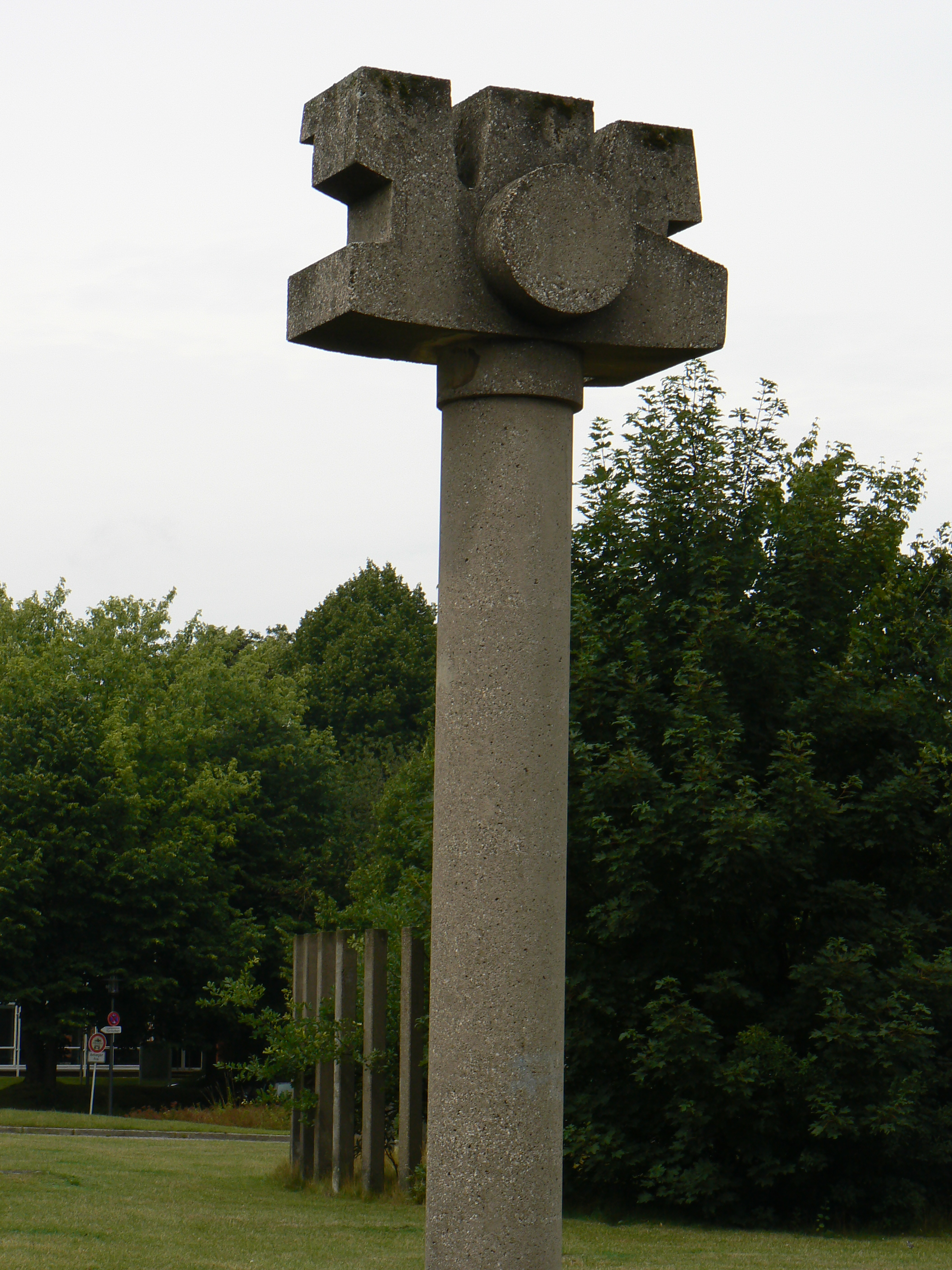
Polsku 1972. Skulpurenmuseum Glaskasten, Marl.

Werner Graeff (Wuppertal-Sonnborn, 24 augustus 1901 - Blacksburg (Virginia), 29 augustus 1978) was een Duits beeldhouwer, schilder, graficus en fotograaf.

## Levensloop
Werner Graeff ging naar school in Bonn, Solingen, Berlin-Charlottenburg, Oranienburg en, ten slotte, in Berlin-Tegel, waar hij eindexamen deed. Hij schilderde aanvankelijk in een sterk impressionistische stijl. Rond 1919 ging hij over tot het schilderen van op kubistische wijze vereenvoudigde landschappen en het maken van houtsculpturen en houtsneden.

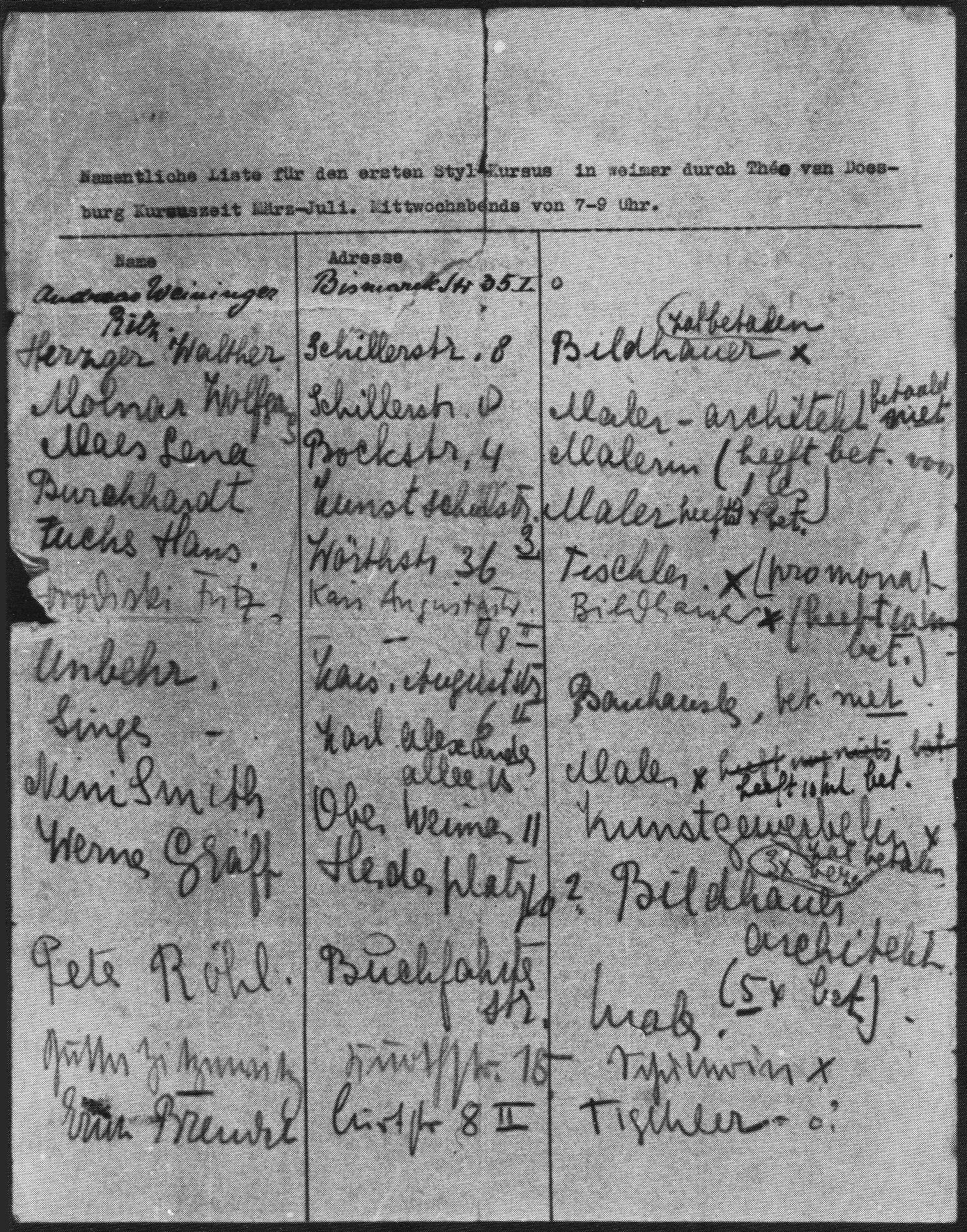
Namenlijst voor de Stijlcursus die van maart tot juli 1922 in Weimar plaatsvond.

Hij was vanaf 1921 student aan het Bauhaus in Weimar. In hetzelfde jaar werd hij lid van De Stijl. In 1922 werd hij actief medewerker voor het gelijknamige tijdschrift en volgde hij de Stijl-cursus van Theo van Doesburg (zie afbeelding).
In 1923 richtte hij samen met Hans Richter (1888-1976) het Zeitschrift für Elementare Gestaltung, vanwege de grote letter G op de kaft "G" genoemd. De belangrijkste medewerkers van dit blad waren Ludwig Mies van der Rohe, Ludwig Hilberseimer, Raoul Hausmann, El Lissitzky, Theo van Doesburg, Hans Arp en Kurt Schwitters. Ook Piet Mondriaan, Viking Eggeling, Naum Gabo, Antoine Pevsner, Ernst Schön, George Grosz, John Heartfield, Tristan Tzara en Man Ray schreven voor "G".

## Werk

### Publicaties
- Werner Gräff (mei 1922) 'Für das Neue', De Stijl, 5e jaargang, nummer 5, pp. 74-75.
- Hans Richter en Werner Gräff (1923) 'Ewige Wahrheiten', G□ Material zur elementaren Gestaltung, nummer 1, p. 1.
- 'Das Bauhaus und seine Krise um 1922', Theo van Doesburg 1883-1931. Kunsthalle Nürnberg, Marientor 18. April bis 1. Juni 1969, Biennale 1969 Nürnberg; Konstruktive Kunst: Elemente und Prinzipien, Kunsthalle Basel 9. August bis 7. September 1969 [tentoonstellingscatalogus]. Eindhoven, [1968]: p. 46-48.

### Schilderijen
- Famoe. 1952. Olieverf op karton. 50 × 61 cm. Essen, Galerie Frank Schlag & Cie (8 maart 2008). Zie externe link[dode link].
- Zonder titel. 1961. Olieverf op doek. 80 × 80 cm. Luxemburg, Art Collection Luxemburg (12 augustus 2007). Zie externe link.

### Grafiek
- Sisyphos. 1918. Linosnede. 28 × 37 cm.
- Abstrakte Ritmestudie. 1921. Houtskool op papier (?). Zie bernd-eichhorn.de.
- Z-Stijl-1. 1921. Inkt op papier. 32 × 27 cm. Zie bernd-eichhorn.de.
- Badru. 1964. Linosnede. 36 × 30 cm. Gouda, Hans den Hollander Art & Design (12 augustus 2007). Zie externe link.
- Libons. 1970. Zeefdruk. 65 × 50 cm. Gouda, Hans den Hollander Art & Design (12 augustus 2007). Zie externe link[dode link].
- Serobul. 1971. Kleurenzeefdruk. 53 × 40 cm. Gouda, Hans den Hollander Art & Design (12 augustus 2007). Zie externe link.